# Pervomaiscoe (Drochia)
Pervomaiscoe è un comune della Moldavia situato nel distretto di Drochia di 897 abitanti al censimento del 2004

## Località
Il comune è formato dall'insieme delle seguenti località (popolazione 2004):
- Pervomaiscoe (814 abitanti)
- Sergheuca (83 abitanti)